# Los Santos (Salamanca)
Los Santos es un municipio y localidad española de la provincia de Salamanca, en la comunidad autónoma de Castilla y León. Se integra dentro de la comarca de Guijuelo, la subcomarca de Entresierras (Alto Alagón) y la microcomarca de Las Bardas.
Su término municipal está formado por un solo núcleo de población, ocupa una superficie total de 44,32 km² y según los datos demográficos recogidos en el padrón municipal elaborado por el INE en 2017, cuenta con una población de 633 habitantes.

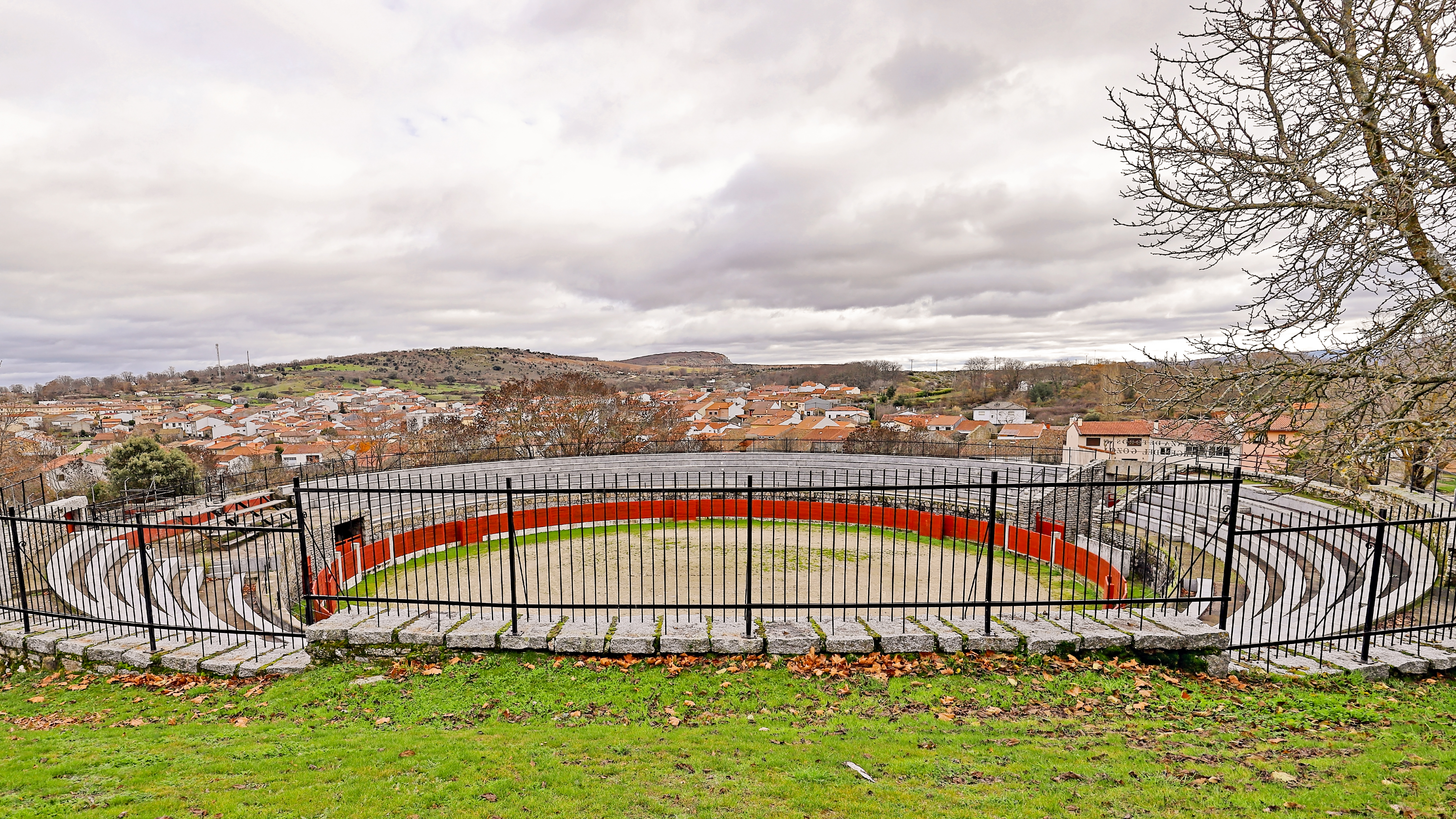
Plaza de toros y panorámica

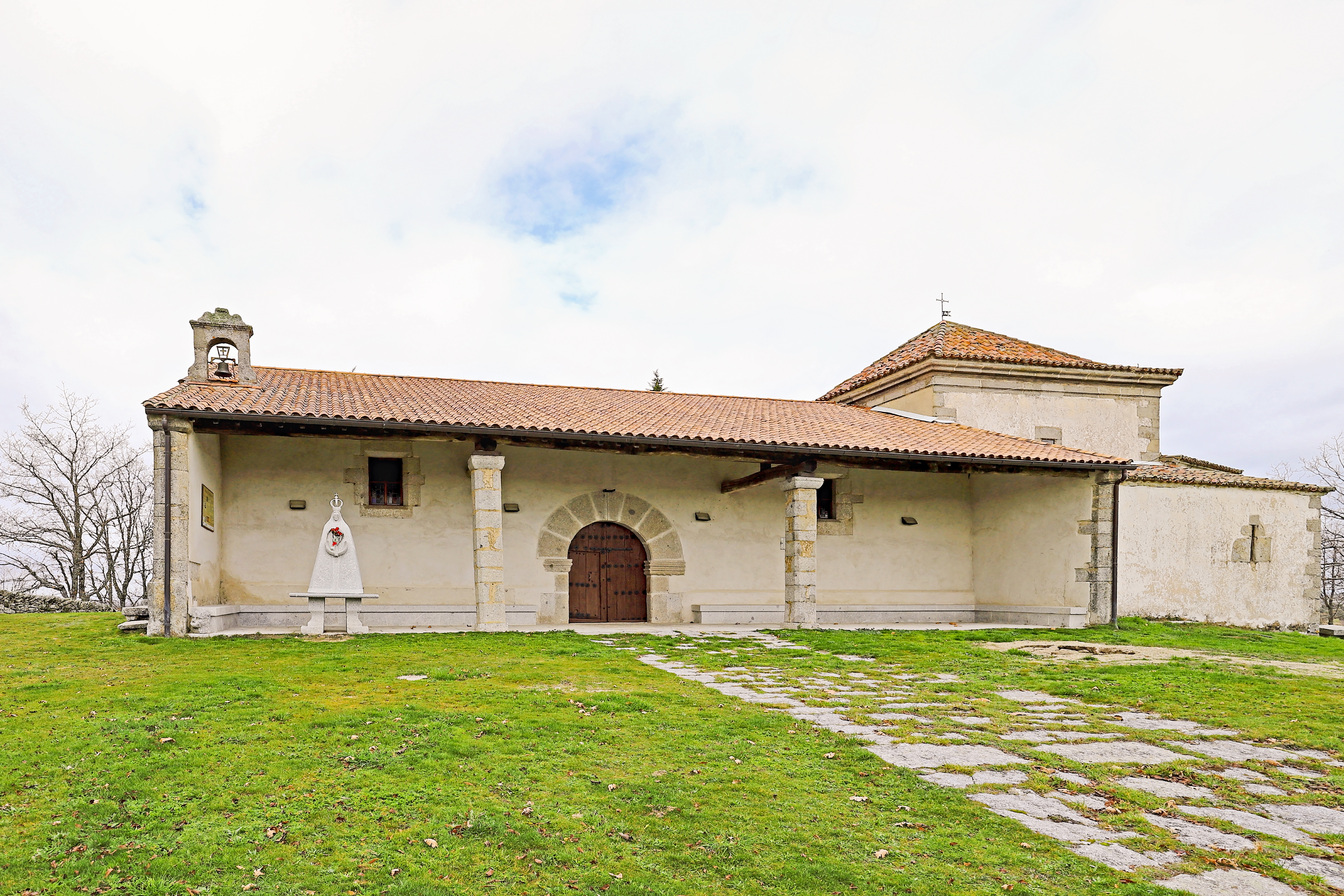
Ermita Virgen del Gozo

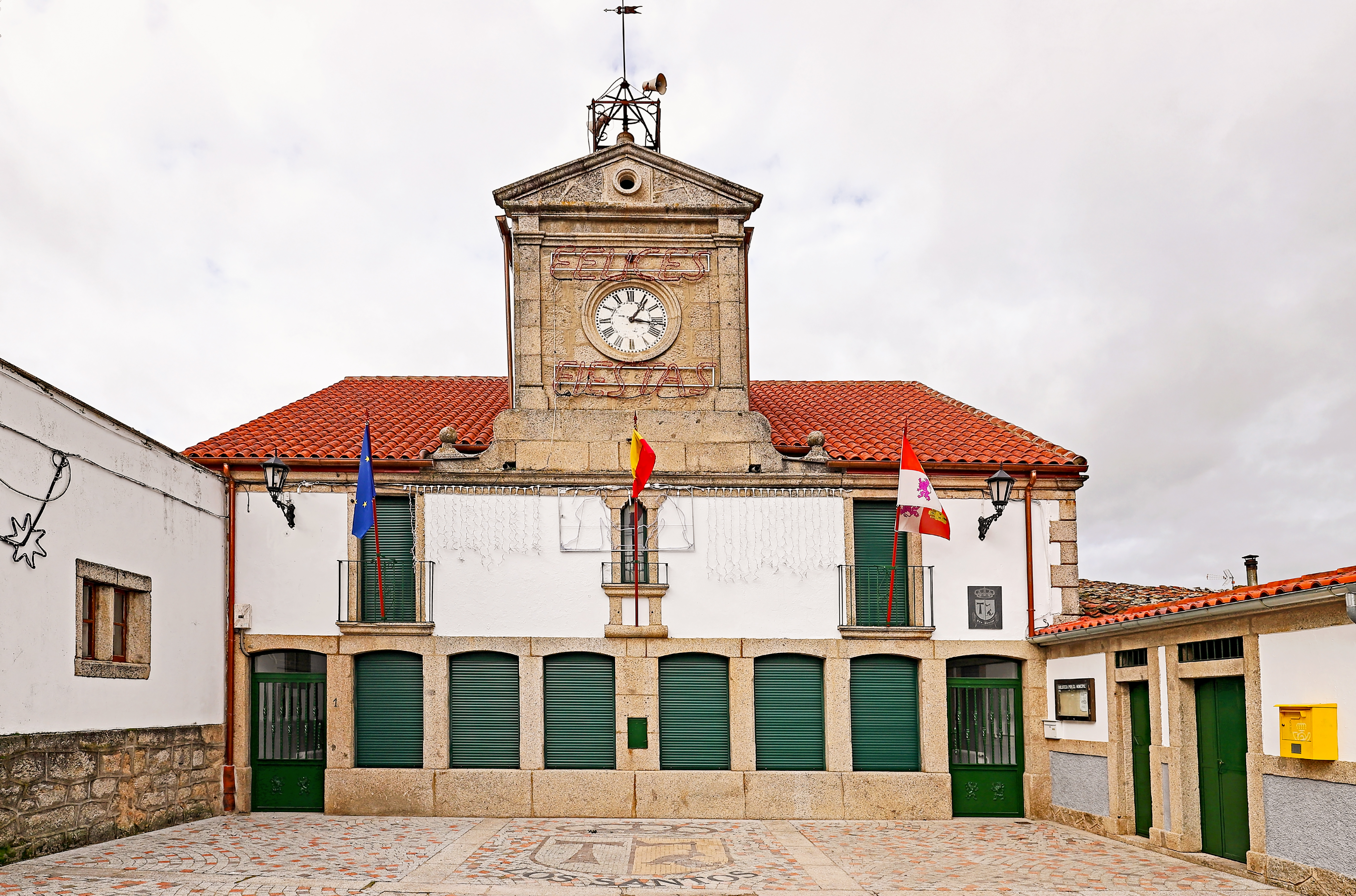
Casa consistorial

## Historia
Algunos yacimientos arqueológicos encontrados en el término municipal de la localidad, así como en los alrededores, atestiguan la presencia de pobladores ya en el Neolítico, como así mismo atestiguan la presencia Romana en la zona durante el periodo de dominación de la Península por parte del Imperio Romano.
Sin embargo se considera el siglo XIII momento de la fundación del municipio durante las repoblaciones llevadas a cabo durante la reconquista por el rey Alfonso IX de León. La presencia de la Orden del Temple en la localidad es notoria, como así lo muestran algunos símbolos que pueden encontrarse en la iglesia-fortaleza de la localidad. La vinculación de esta Orden con la cantería, principal actividad económica de la localidad a lo largo de la historia supone una prueba más de este hecho.

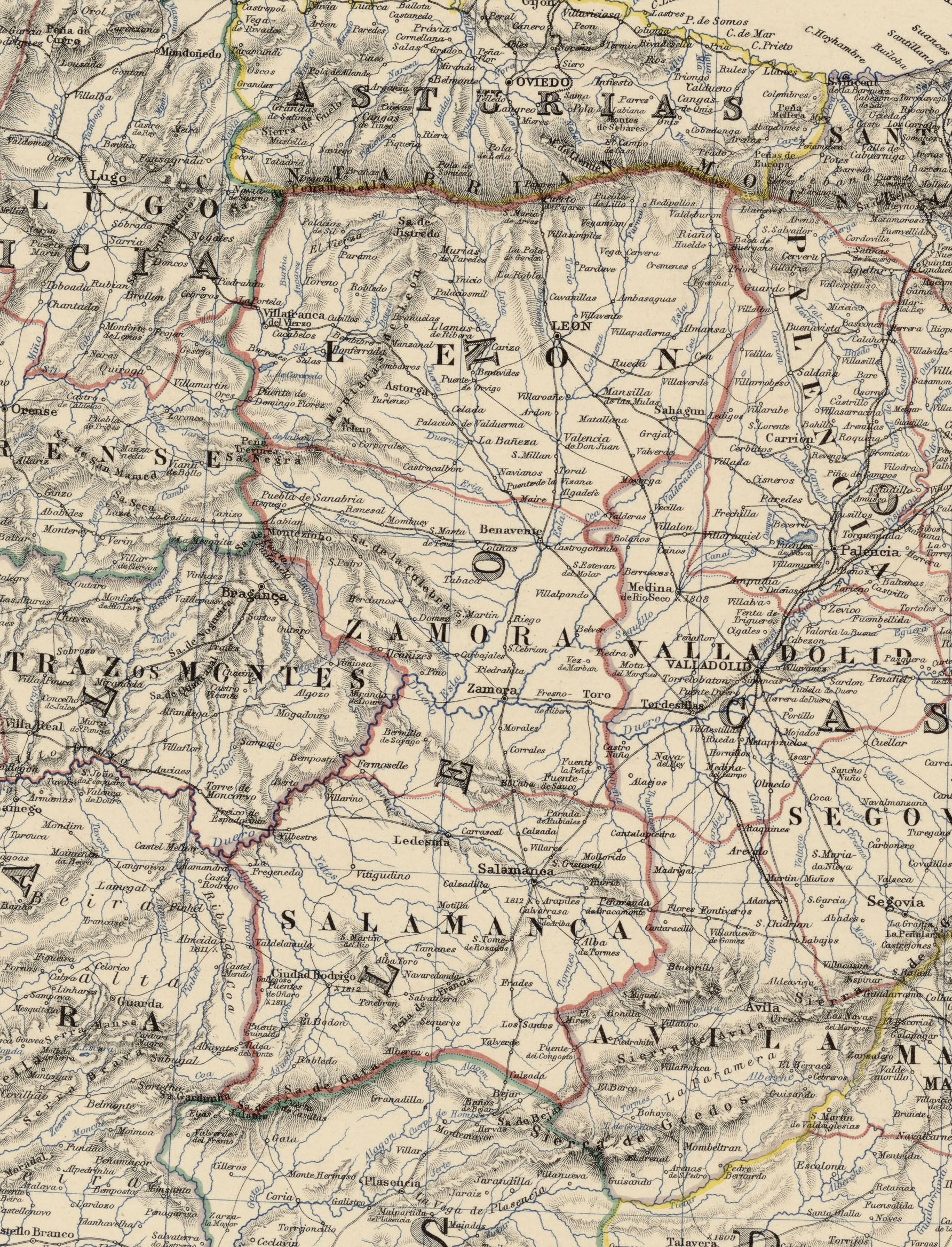
Detalle del mapa Spain & Portugal, realizado en 1864 por Keith Johnston, en el que observa Los Santos

La localidad aparece ya con categoría de Villa durante el reinado de Felipe IV, cuando fue vendida su jurisdicción a Don Alfonso Diego López de Zúñiga y Sotomayor, duque de Béjar, que fue posteriormente comprada por los habitantes de la Villa adquiriendo de esta forma su autonomía.
Con la creación de las actuales provincias en 1833, el municipio de Los Santos quedó integrado en la provincia de Salamanca, dentro de la Región Leonesa.
Ya en el siglo XX, tras la Guerra Civil, en marzo de 1946 la localidad fue escenario de una acción del maquis, que según algunas versiones pretendía vengar el asesinato de catorce personas en septiembre de 1936, entrando en la localidad y acabando con la vida del alcalde, el teniente-alcalde y el jefe local de Falange, mientras que otras versiones señalan que lo que buscaban era obtener dinero del alcalde, que habría sido asesinado al negarse a dar «ni un duro».

## Geografía humana

### Demografía
Cuenta con una población de 580 habitantes (INE 2024).
| Gráfica de evolución demográfica de Los Santos entre 1842 y 2021                                                      |
| |
| Población de derecho según los censos de población del INE. Población de hecho según los censos de población del INE. |

Según el Instituto Nacional de Estadística, Los Santos tenía, a 31 de diciembre de 2018, una población total de 614 habitantes, de los cuales 315 eran hombres y 299 mujeres. Respecto al año 2000, el censo refleja 716 habitantes, de los cuales 364 eran hombres y 352 mujeres. Por lo tanto, la pérdida de población en el municipio para el periodo 2000-2018 ha sido de 102 habitantes, un 14 % de descenso. En 2019 el número total de habitantes disminuyó hasta los 610.

### Economía
Tradicionalmente la cantería ha sido la actividad más destacada del municipio, y sigue siendo una de las actividades económicas principales de la localidad, con cuatro cooperativas de cantería (Yuste, La Cantería, Gradesa, El Cubillo).
La apertura de una mina de extracción de Wolframio ubicada en el término municipal de Los Santos y Fuenterroble de Salvatierra en 2008 ha supuesto un impulso económico. La actividad agraria es también parte importante en dicha economía, así como la chacinería, alentada por la proximidad a la localidad de Guijuelo.
Una de las fuentes de ingresos más importantes para el municipio es el turismo, destacan los negocios relacionados con la hostelería; a su vez tiene dos panaderías
El municipio tiene un polígono industrial, donde tienen sede diversas empresas, diversas fábricas de embutidos, maquinaria, etc.

### Transporte
El municipio está comunicado por carretera a través de dos vías, la DSA-240 que surge del entronque con la SA-212 y lo une hacia el noreste con Fuenterroble de Salvatierra y la DSA-241 que nace en el municipio y lleva en dirección suroeste hasta San Esteban de la Sierra, enlazando allí con la SA-205. La salida de autovía más cercana se encuentra en Guijuelo, dando acceso a la autovía Ruta de la Plata que une Gijón con Sevilla.
En cuanto al transporte público se refiere, tras el cierre de la ruta ferroviaria de la Vía de la Plata, que pasaba por el municipio de Guijuelo y contaba con estación en el mismo, no existen servicios de tren en el municipio ni en los vecinos, ni tampoco línea regular con servicio de autobús, siendo la estación más cercana la de Guijuelo. Por otro lado el aeropuerto de Salamanca es el más cercano, estando a unos 64km de distancia.

## Administración y política
| Partido político                         | 2019  | 2019  | 2019       | 2015  | 2015  | 2015       | 2011  | 2011  | 2011       | 2007  | 2007  | 2007       | 2003  | 2003  | 2003       |
| Partido político                         | %     | Votos | Concejales | %     | Votos | Concejales | %     | Votos | Concejales | %     | Votos | Concejales | %     | Votos | Concejales |
| Partido Popular (PP)                     | 50,00 | 228   | 4          | 50,68 | 225   | 4          | 44,29 | 190   | 3          | 42,04 | 190   | 3          | 44,56 | 217   | 3          |
| Partido Socialista Obrero Español (PSOE) | 49,34 | 225   | 3          | 46,85 | 208   | 3          | 52,91 | 227   | 4          | 55,09 | 249   | 4          | 52,16 | 254   | 4          |

## Parque Temático del Granito
Se trata de un espacio en el que se configura un recorrido sobre la historia de la cantería antigua y reciente, con algunos ejemplos de interés como herramientas, calzada romana o instalaciones artísticas que recuerdan a Stonehenge, en el paisaje de los berrocales.Los montajes escultóricos son obra de Amable Diego.

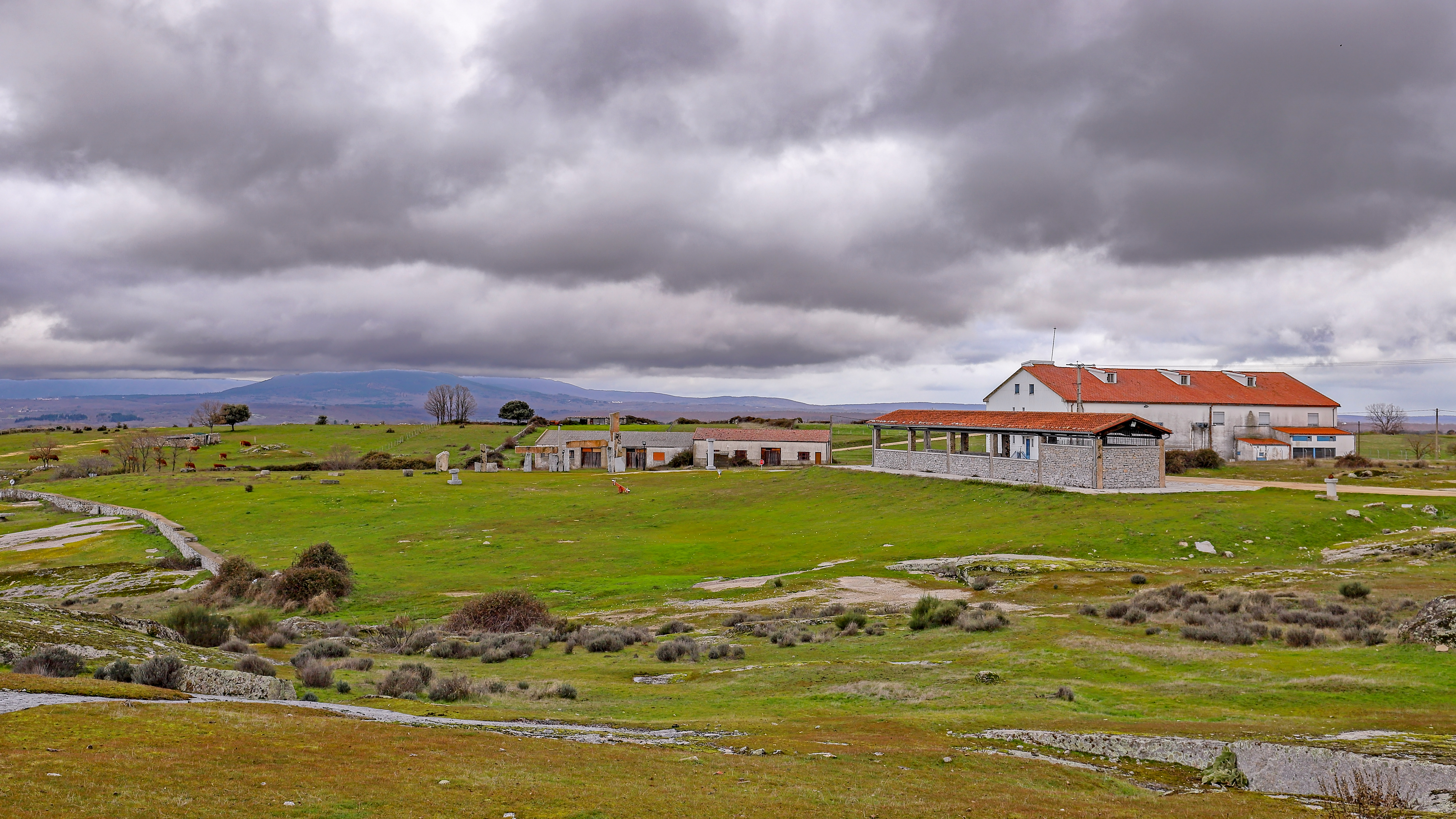
Instalaciones del parque temático del granito

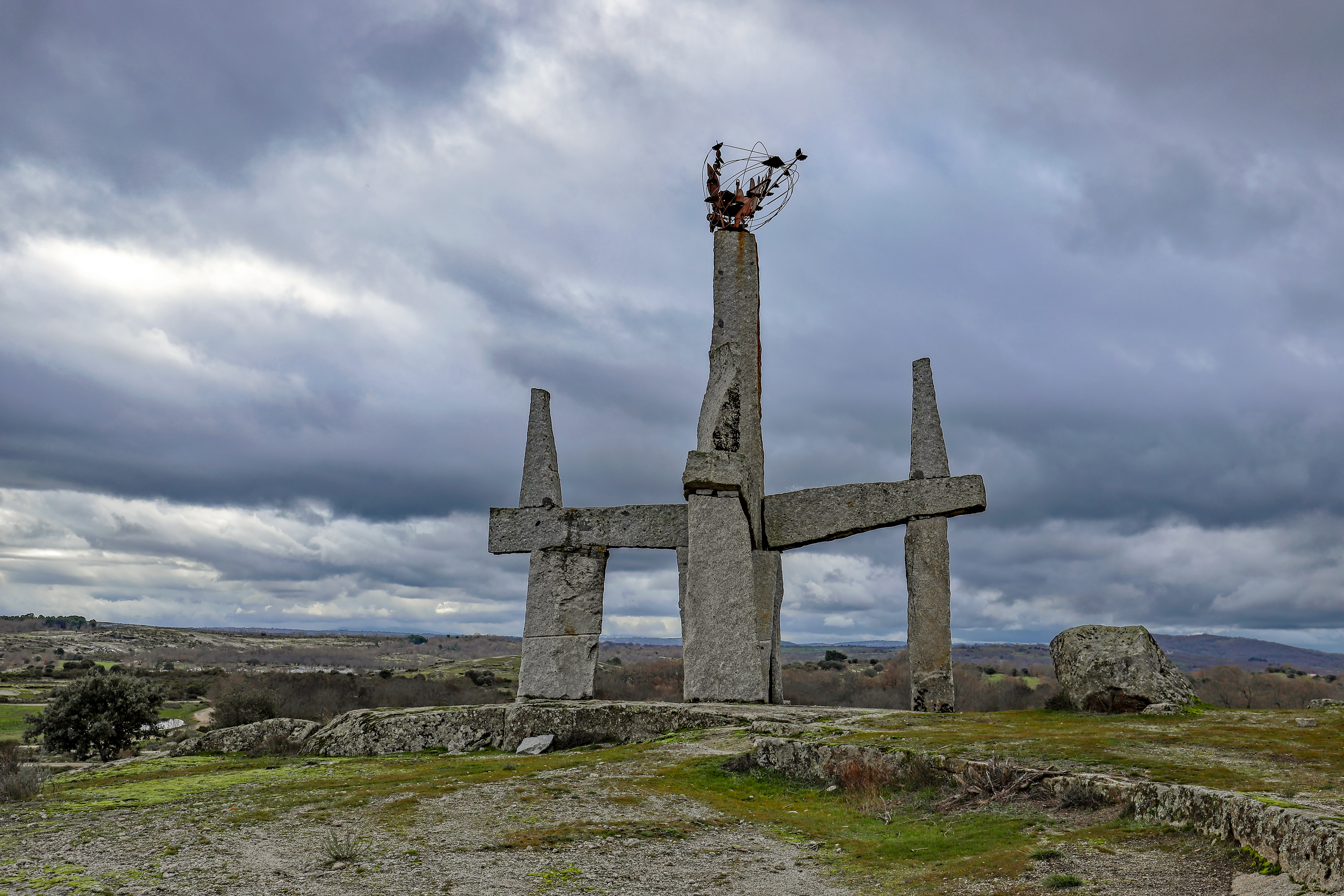
Escultura en el parque temático del granito

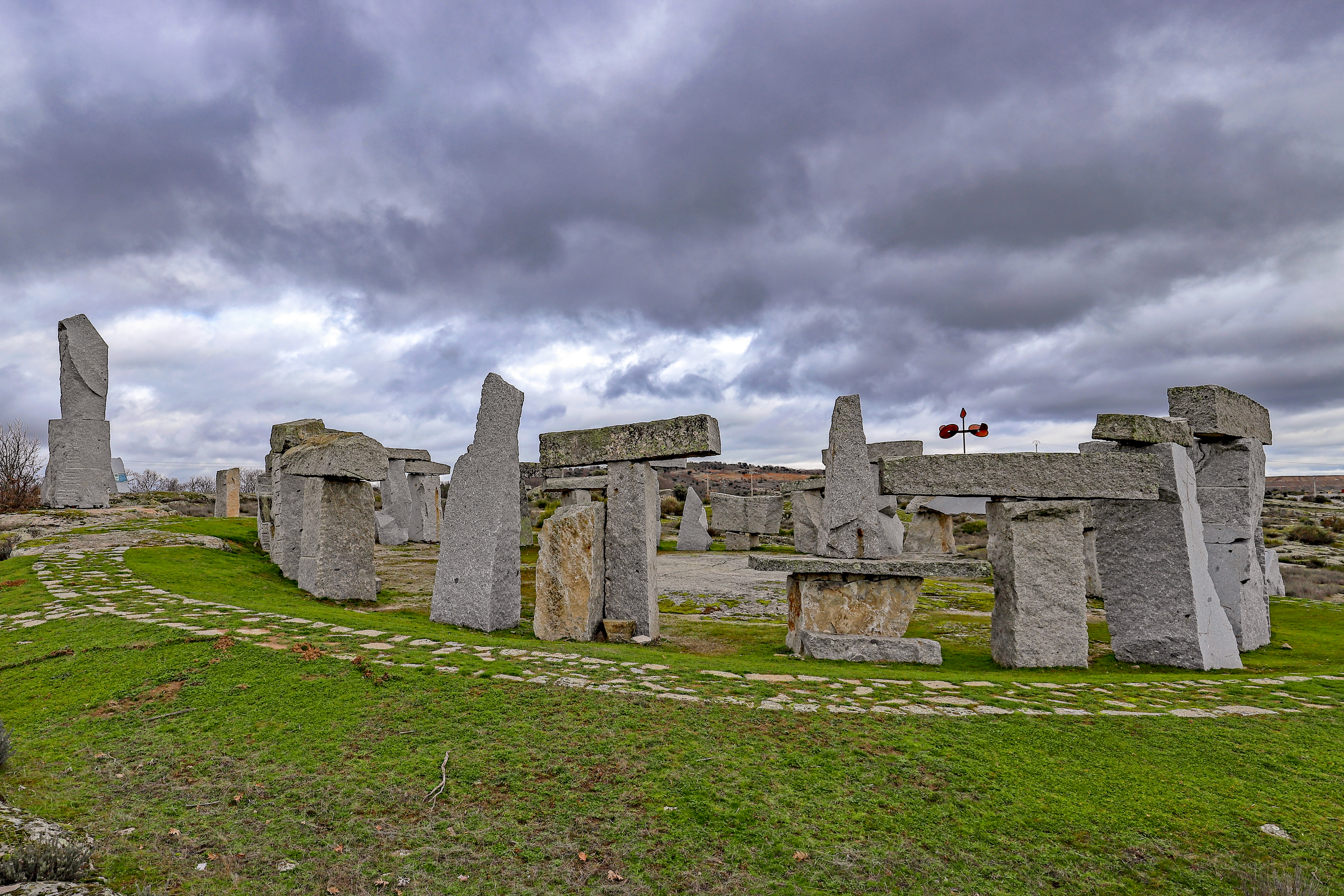
Círculo de piedra en el parque temático del granito

## Cultura

### Fiestas
El municipio celebra dos fiestas patronales anuales, en honor a la Santísima Virgen del Gozo, en el lunes siguiente al primer lunes después del Domingo de Pascua, y en honor de san Bartolomé, el 24 de agosto. La primera es una romería en la que la Virgen es de nuevo llevada a su templo tras pasar una semana en la iglesia del pueblo. Es reseñable en ella la subasta que se realiza en honor a la Virgen, siendo subastadas las donaciones que previamente los fieles han hecho a su Virgen. Las fiestas mayores, en honor de san Bartolomé se suceden durante los días anteriores y posteriores a la festividad del santo patrón, celebrándose conciertos musicales, actividades lúdicas y deportivas y otras actividades culturales, así como las tradicionales verbenas populares. Son destacables las Peñas, agrupaciones espontáneas de los habitantes del lugar para celebrar los festejos.

## Deportes
Entre los eventos deportivos más importantes de la localidad destacan, fundamentalmente, el trofeo de verano de calva, y las 24 horas de fútbol sala celebrados en verano.